# Slätthögs kyrka
Slätthögs kyrka är en kyrkobyggnad i Slätthög i Växjö stift. Den är församlingskyrka i Slätthög-Mistelås församling och ligger 15 km norr om Alvesta.

## Kyrkobyggnaden
Tidigare fanns här en medeltida stenkyrka. Den ersattes 1841–1842 av en nyklassicistisk kyrka efter ritningar av Samuel Enander. Invigningen kom emellertid att dröja till 1855 och förrättades av biskop Christopher Isac Heurlin.
Kyrkan som är uppförd i sten , vitkalkad och spritputsad består av ett rektangulärt långhus med avrundade hörn i kordelen. Bakom  koret i öster är sakristian belägen. Tornbyggnaden i väster är försett med en sluten lanternin  med  tornur.
Kyrkorummet är av salkyrkotyp med tunnvalvstak. I koret fanns ursprungligen en altarpredikstol. Korväggen och kortaket var dekorerat med målningar. Vid 1955 års renovering som utfördes efter förslag av arkitekt B. J. Jörgensen avlägsnades målningarna bortsett från dekoren i kortaket som behölls. Motivet utgörs av en triangel med Guds öga omgivet av en strålsol och moln. Altarpredikstolen flyttades från koret till kyrkorummets norra vägg. I dess ställe uppsattes den gamla kyrkans altaruppsats.

## Inventarier
- Dopfunt, romansk.
- Altaruppsats av Johan Ullberg 1742.
- Altarring med svarvade balusterdockor.
- Predikstol med ljudtak. Korgen prydd med förgyllda symboler.(Förut altarpredikstol).
- Träreliefer över sakristians dörrar utförda av konstnären Eva Spångberg 1992.
- Bänkinredning med dörrar mot mittgången.
- Orgelläktare med utsvängt mittstycke.

## Bildgalleri

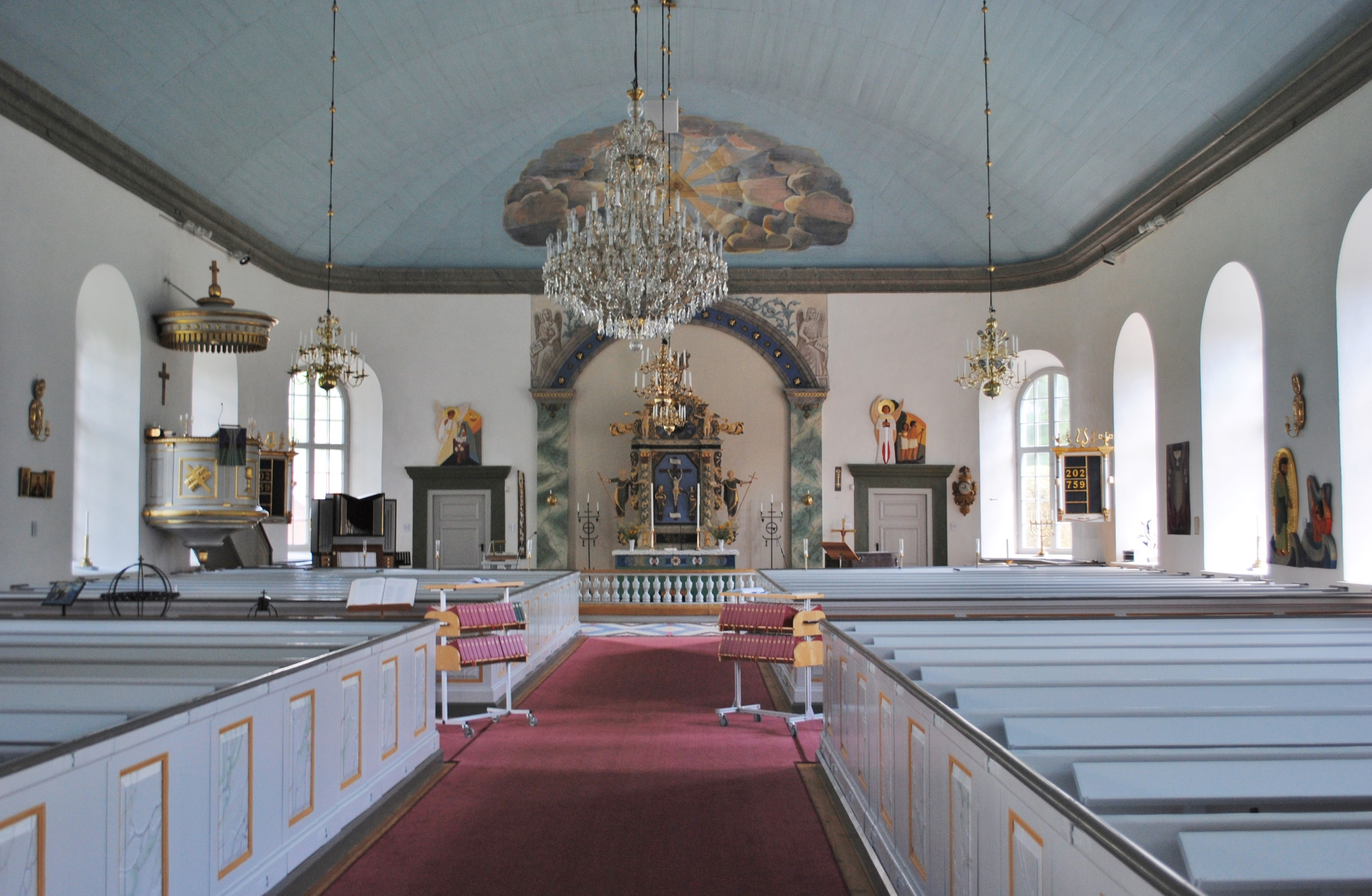
Interiör
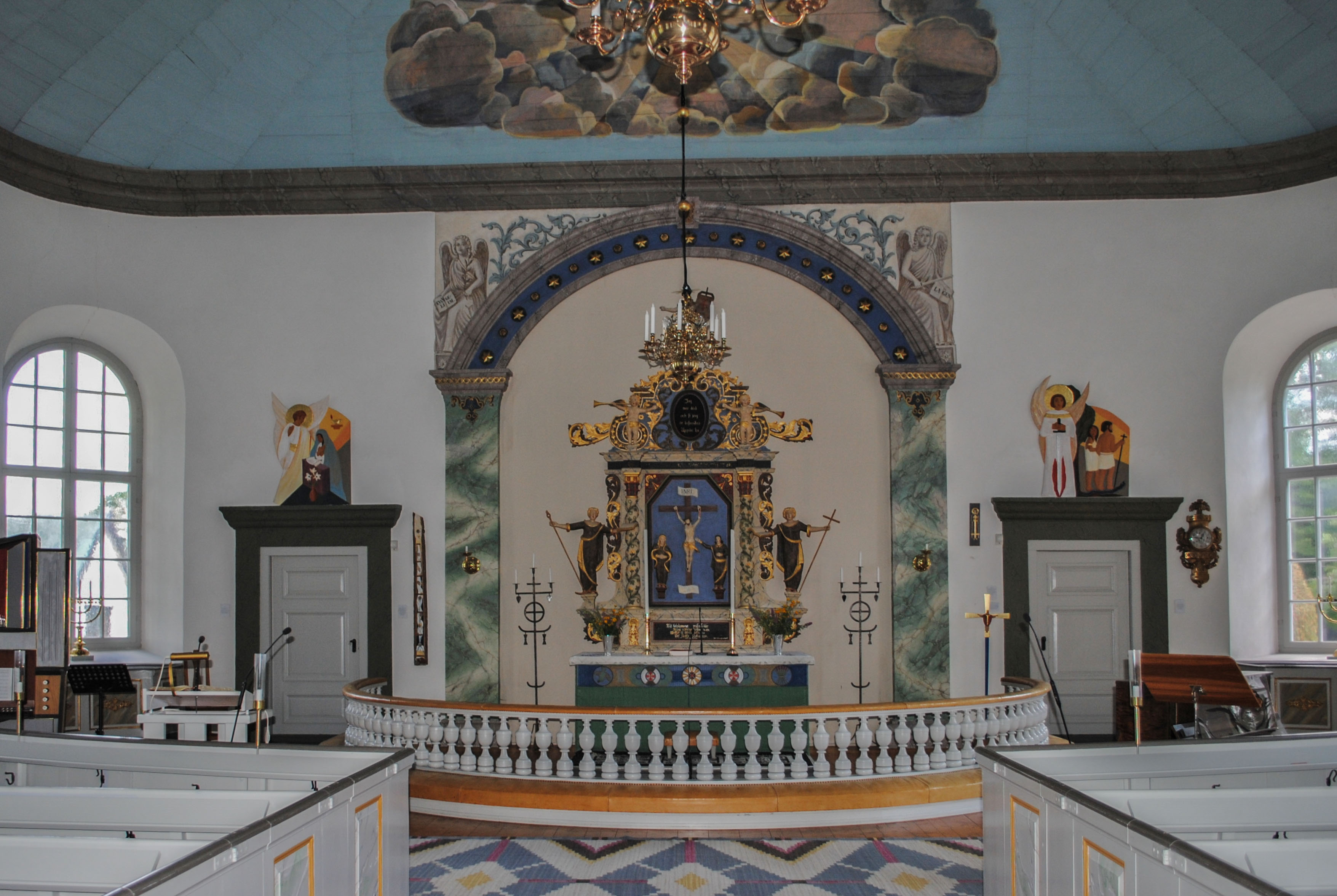
Koret
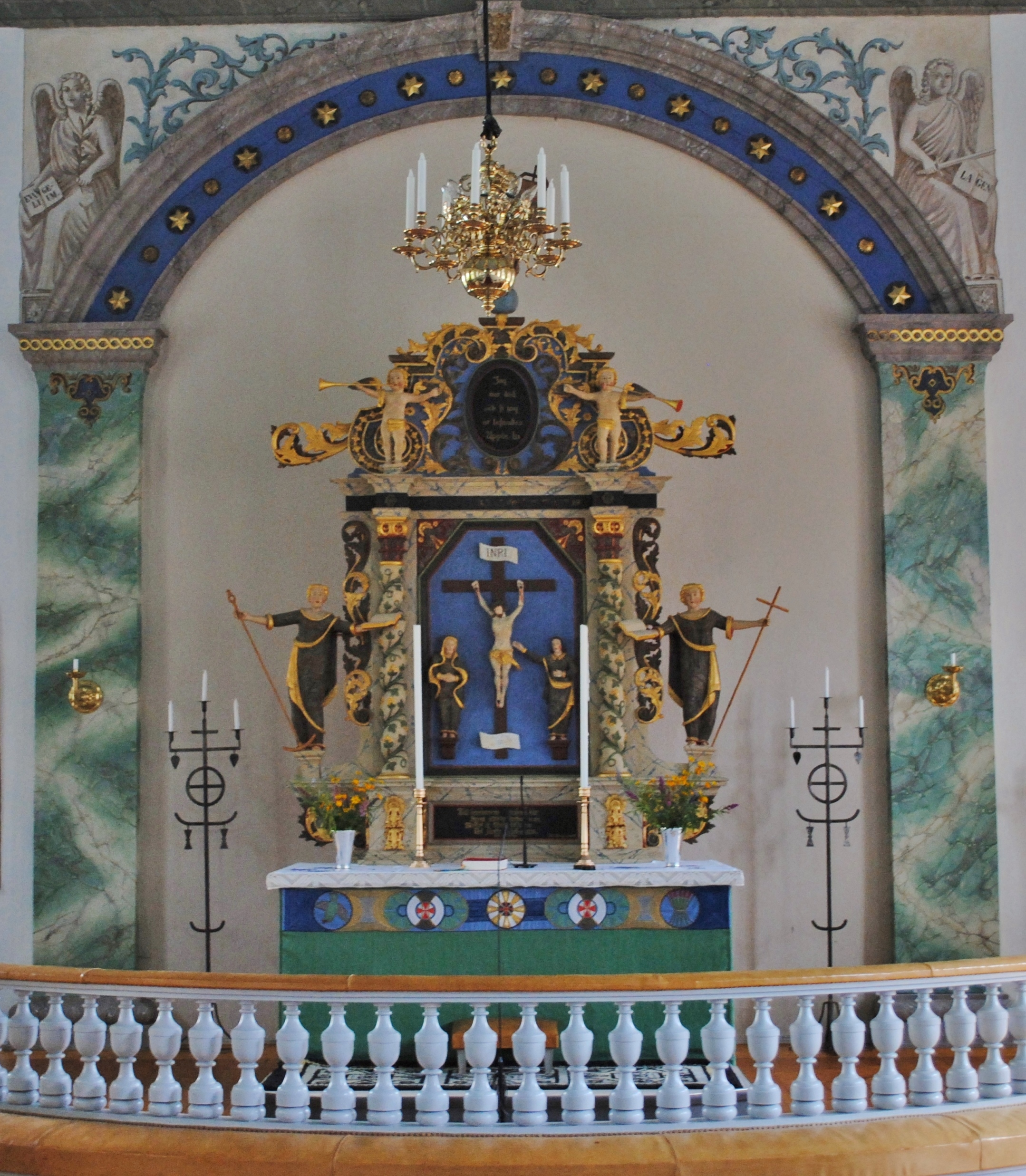
Altaruppställningen med Johan Ullbergs altaruppsats
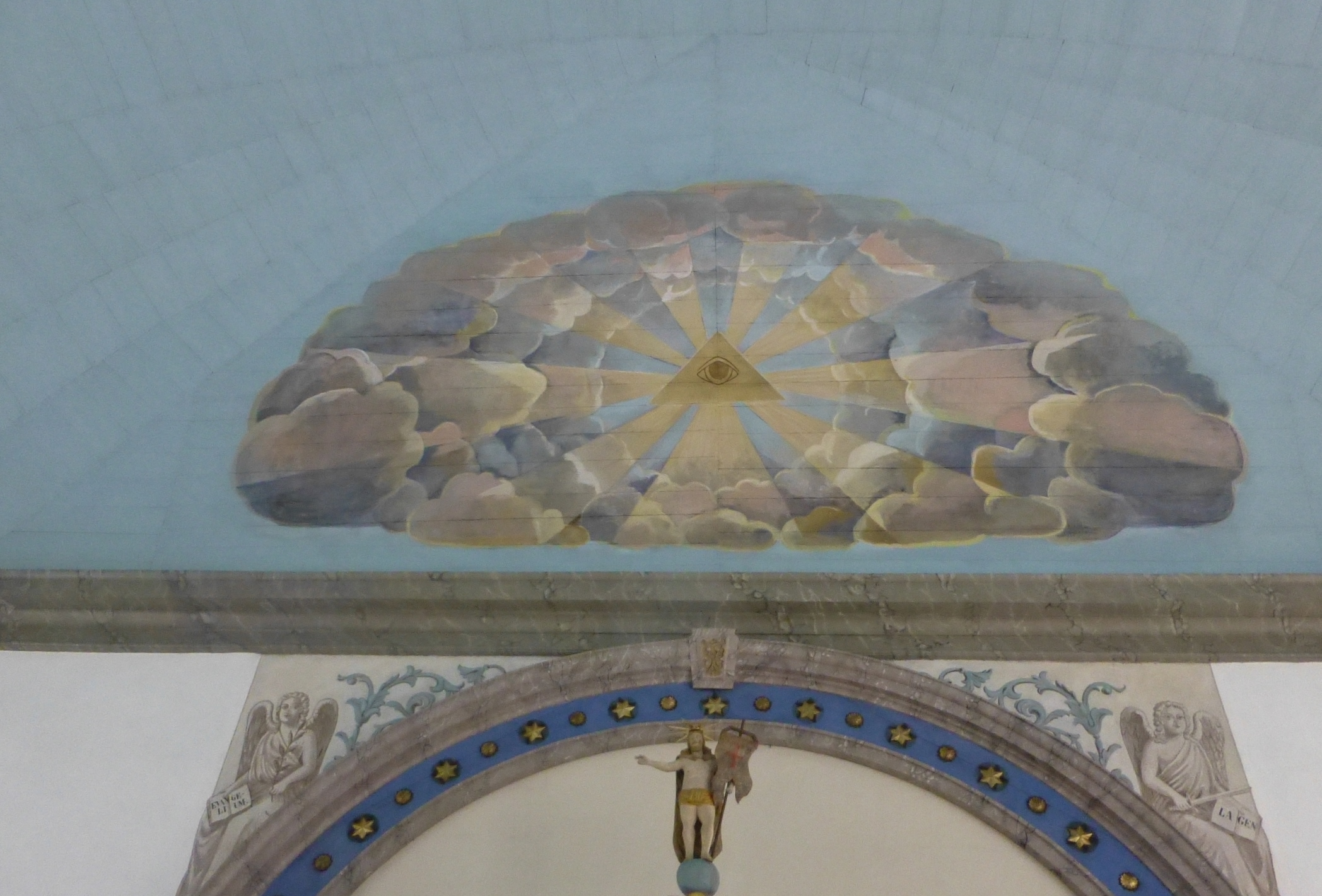
Målning i kortaket: Guds öga
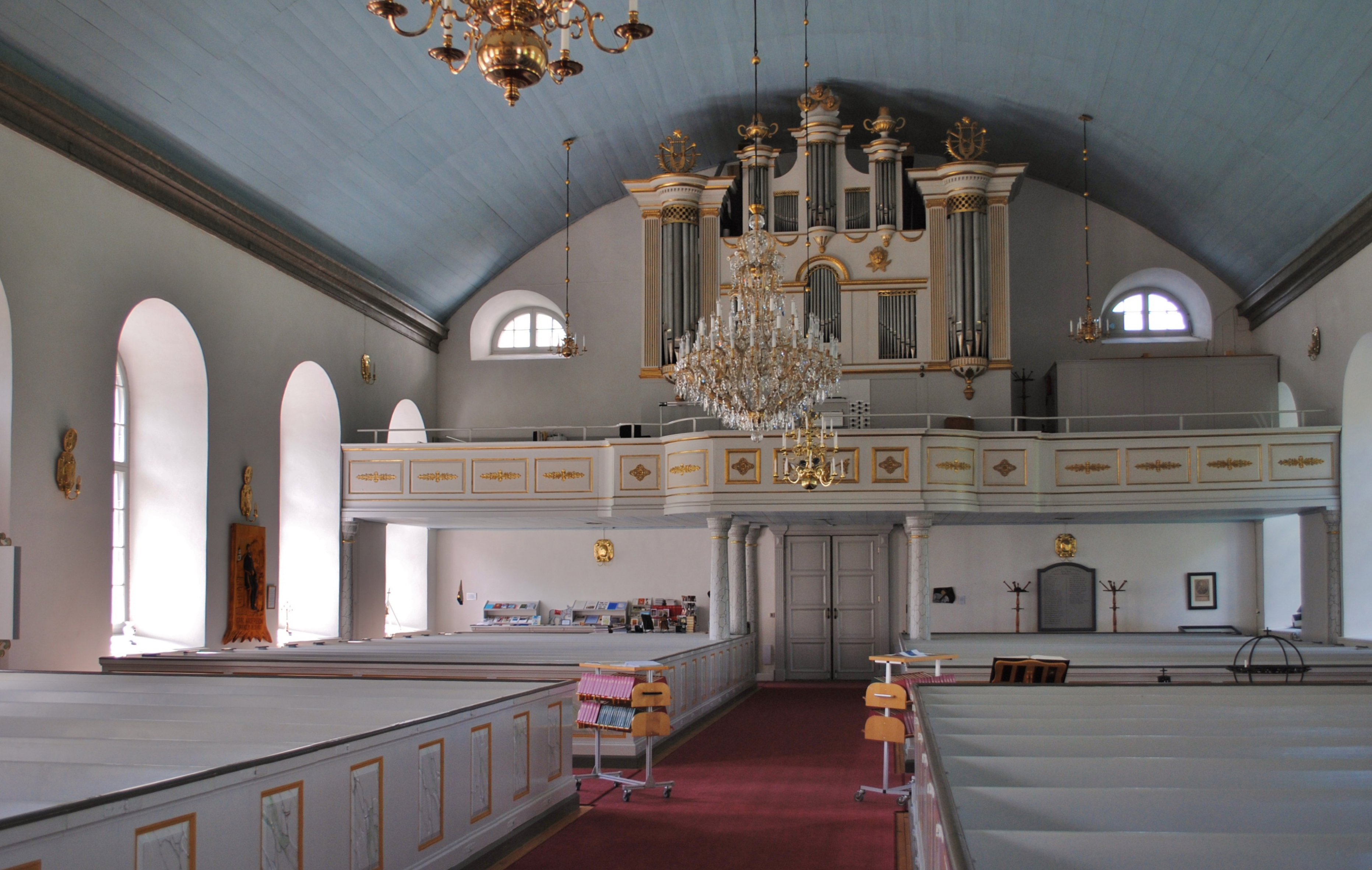
Kyrkorummet med orgelläktaren
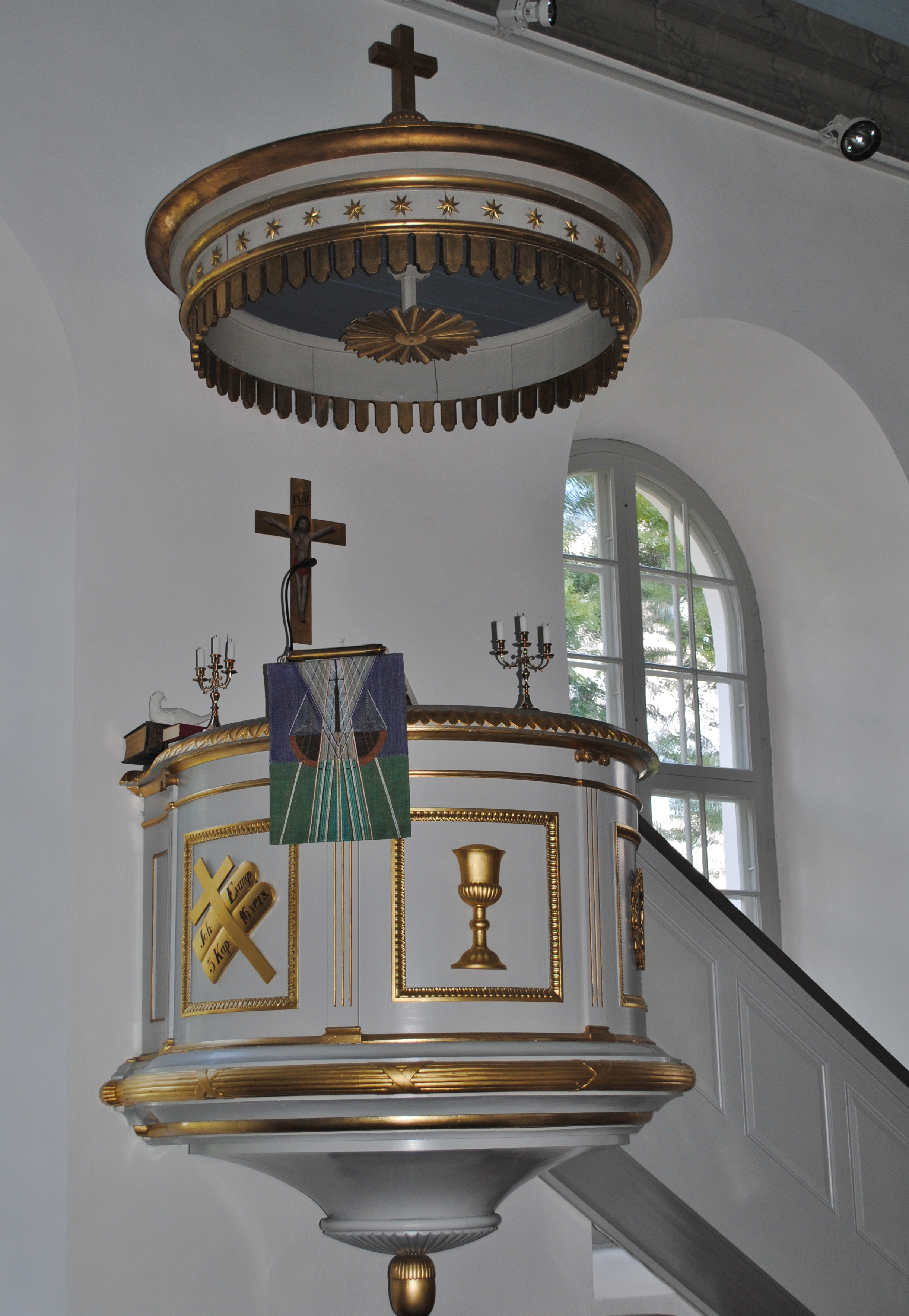
Predikstolen
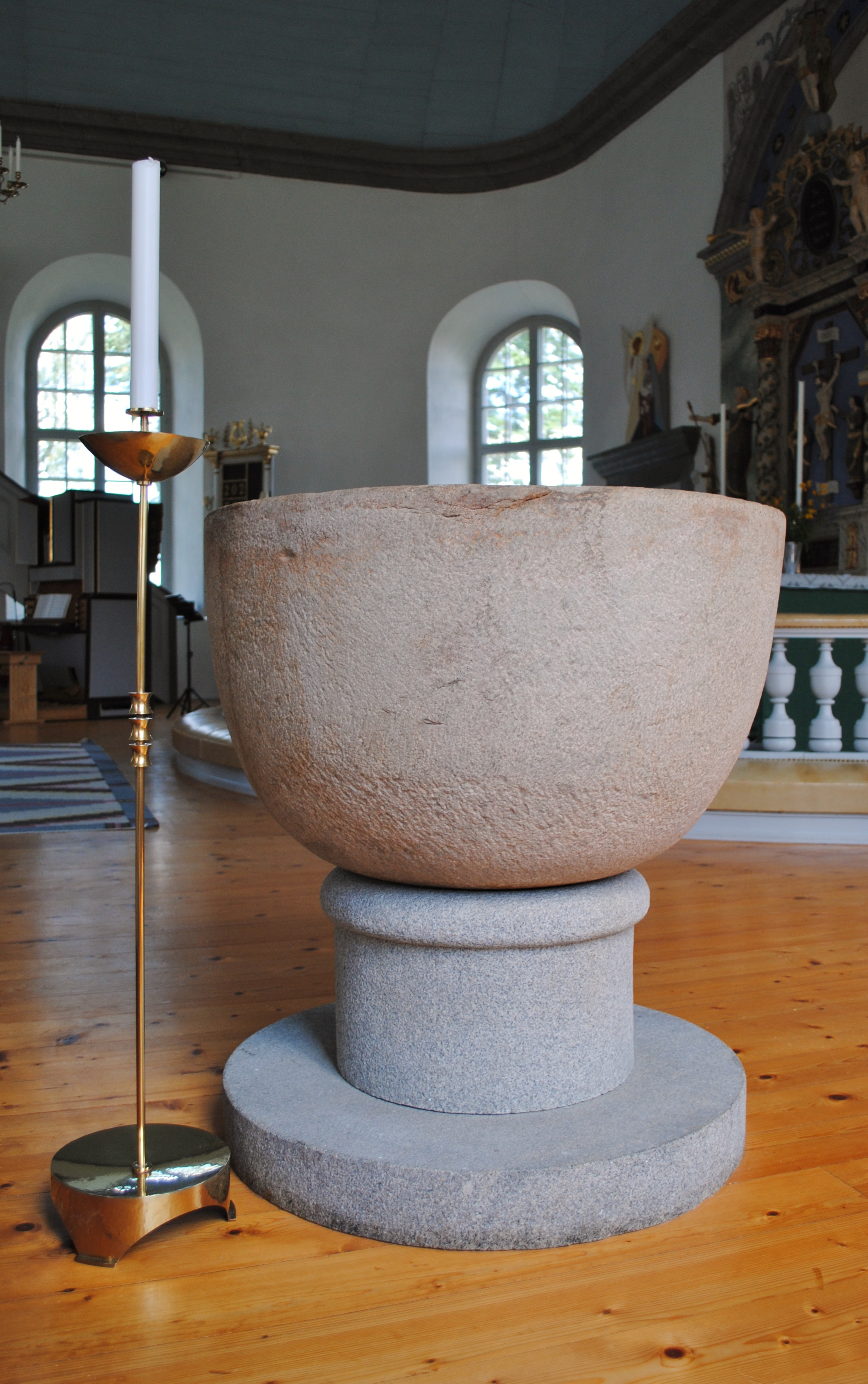
Dopfunten
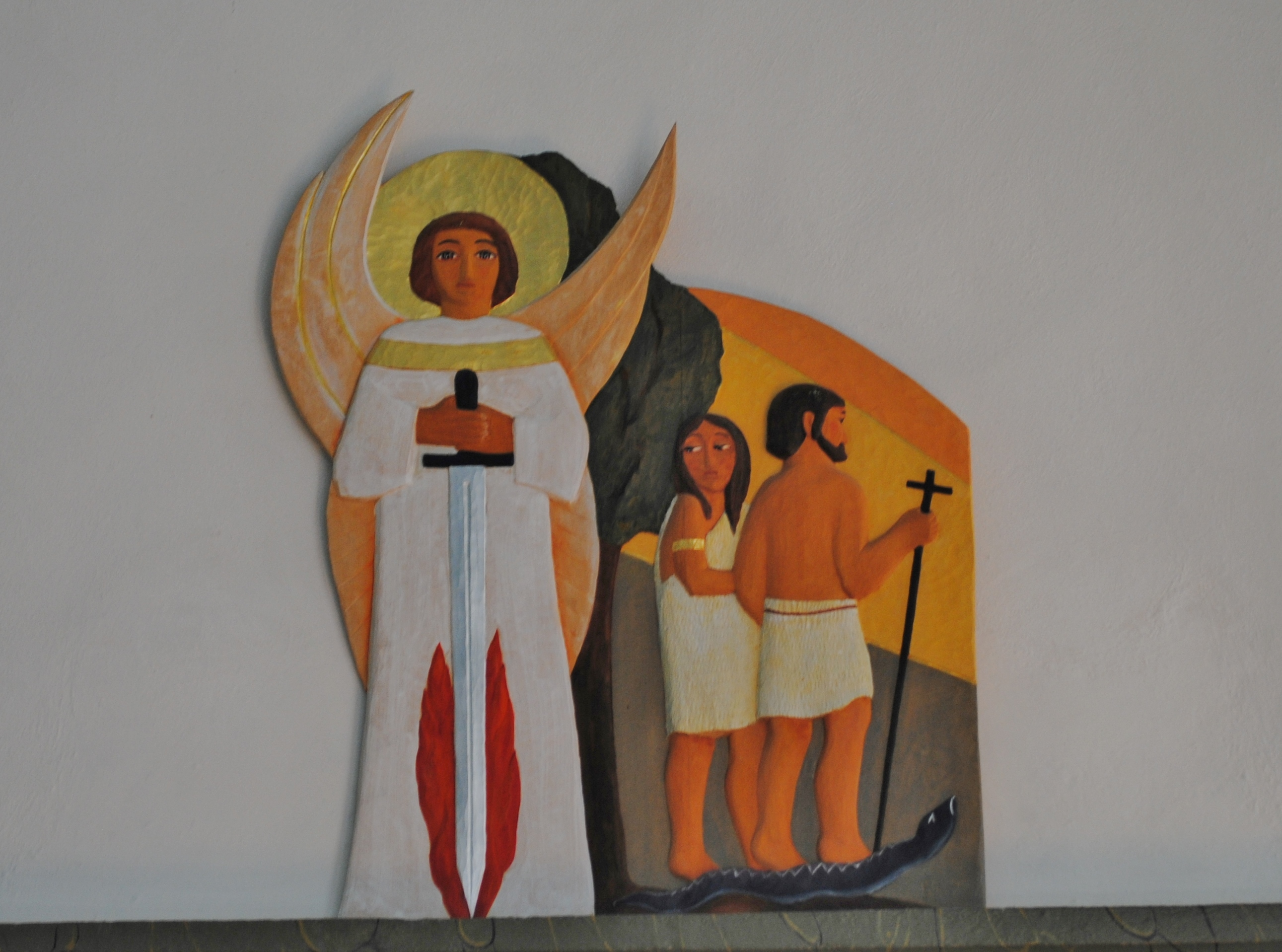
Reliefer av Eva Spångberg.Ängeln med svärdet har drivit ut Adam och Eva ur paradiset.
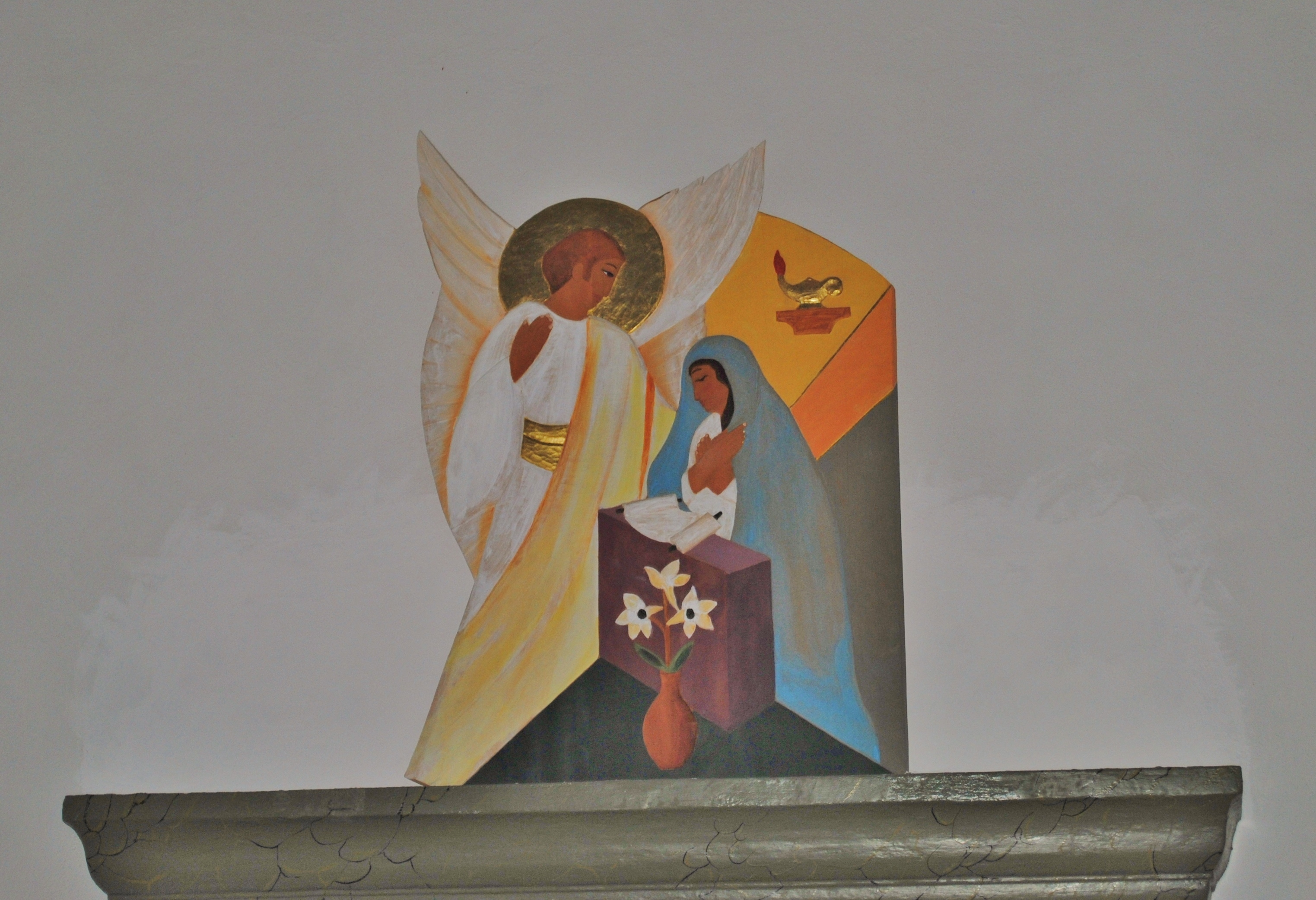
Jungfru Marie bebådelse
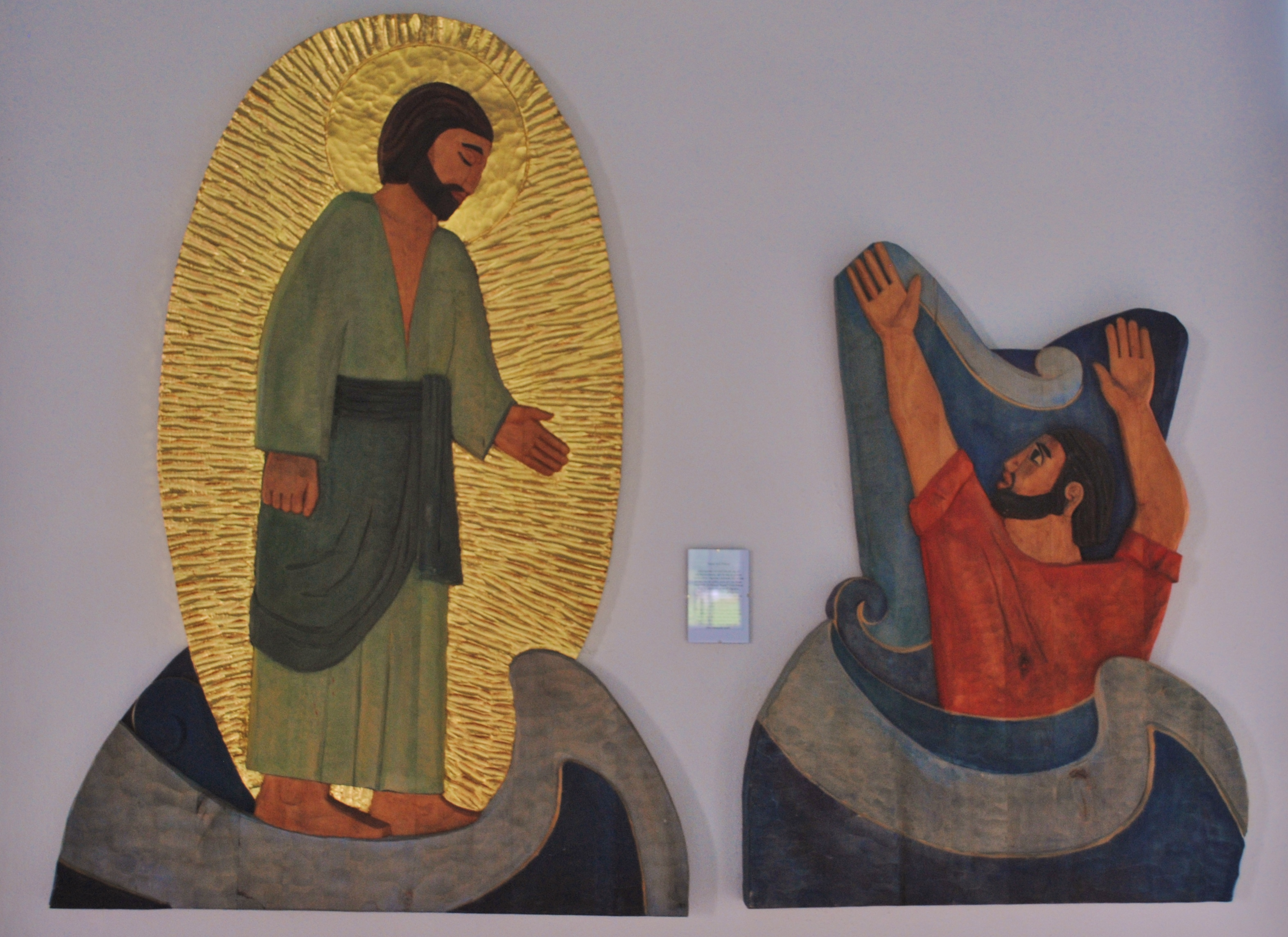
Jesus och Petrus

## Orglar

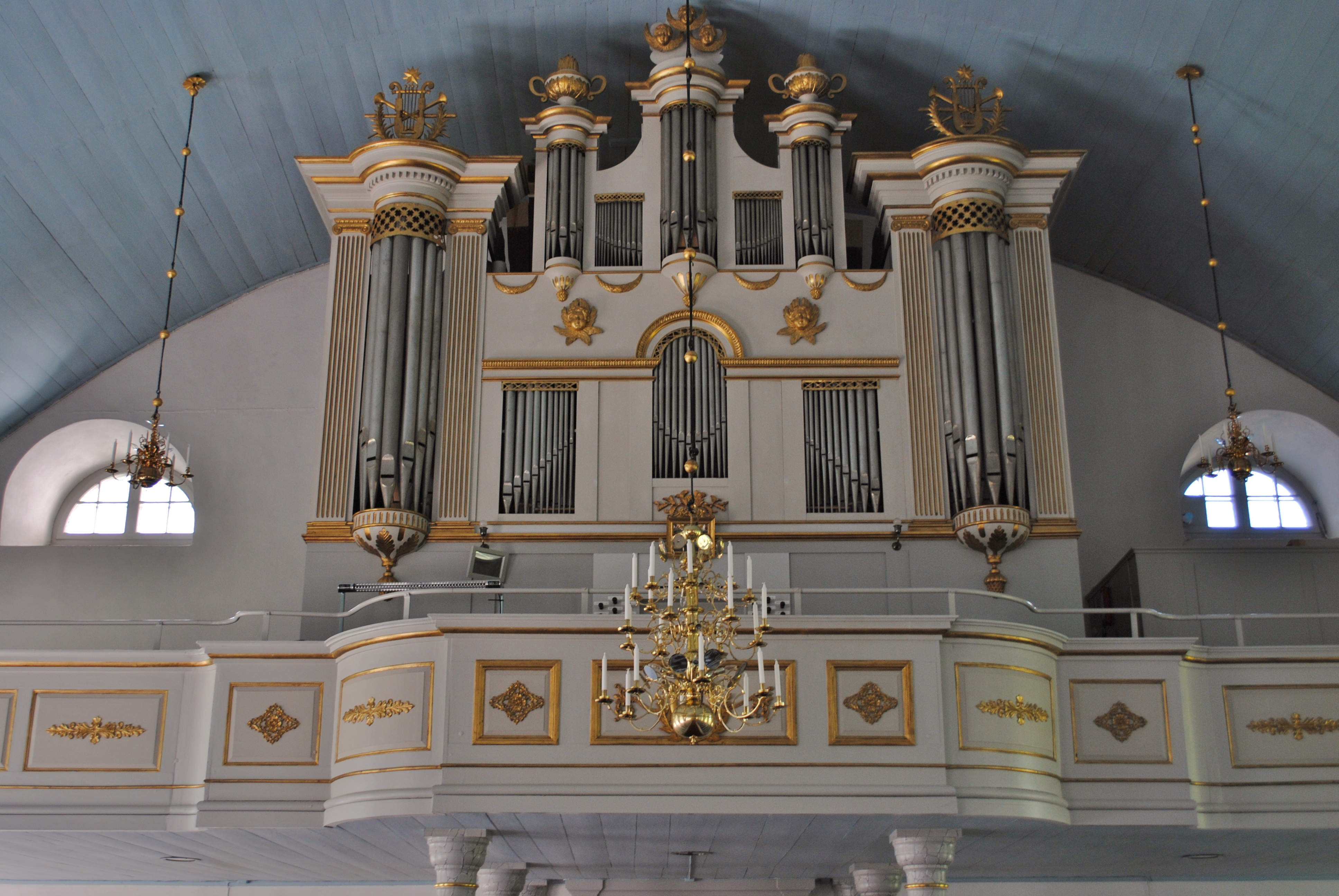
Orgeln med 1846 års fasad

- 1774–1776: Lars Wahlberg påbörjar tillsammans med Anders Wollander sannolikt byggandet av läktarorgel i Växjö domkyrka under 1774. Emellertid avlider han den 31 december 1776 innan orgeln ännu är klar. Eftersom hans gesäll och kompanjon Anders Wollander saknar behörighet att arbeta som självständig orgelbyggare, måste man finna en annan ansvarig orgelbyggare. Det blir Olof Schwan i Stockholm.
- 1776–1779: Olof Schwan besiktigar orgeln den 19 mars 1776 och påpekar att struktur, väderlådor och allt vad Wahlberg gjort är utan anmärkning, men att väl en eller annan stämma ”efter en nyare antagen metod” kan förbättras något. Han lovar lämna anbud och ta Wollander i sin tjänst.
- 1779: Den 8–10 juli avsynas orgeln av domkyrkoorganisten i Linköping, hovsekreteraren Johan Miklin. Ljudande fasad. Tonhöjd: kammarton. Temperatur: "den nu för tiden åstundande likasvävande".

Ursprunglig disposition:
| Manual C-d³          | Öververk C-d³          | Pedal C-d¹             |
| Qvintadena 16′       | Gedackt 8′             | Untersatz 16′          |
| Principal 8’ (fasad) | Qvintadena 8′          | Principal 8′ (fasad)   |
| Flagfleut 8’         | Principal 4′ (fasad)   | Gedackt 8′             |
| Viola di Gamba 8′    | Kortfleut 4′           | Qvinta 6’ (eg. 5 1/3)  |
| Octava 4′            | Qvinta 3′ (eg. 2 2/3’) | Octava 4’              |
| Spetsfleut 4′        | Octava 2’              | Qvinta 3’ (eg. 2 2/3’) |
| Flûte traversière 4’ | Scharff III chor       | Blockfleut 1’          |
| Rohrfleut 4’         | Trompette 8’           | Scharff III chor       |
| Octava 2′            | Trompette 4’, B        | Basun 16’              |
| Scharff III chor     | Vox humana 8’, D       | Trompette 8’           |
| Trompette 16′        | Tremulant              | Trompette 4’           |
| Trompette 8′         |                        |                        |
| Spärrventil          | Spärrventil            | Spärrventil            |

- 1826: Renovering av hovrättskommissarie och orgelbyggare Johan Peter Åberg, Vassmolösa, som byter öververkets Scharff III mot en Fugara 8′.
- 1863: Ombyggnad av orgelbyggare Frans Andersson, Stockholm. I manualen byts Flagfleut 8′ och Flûte traversière 4′ ut mot Flûte harmonique 8′ och Qvinta 3′, som hämtas från öververket. I öververket tas Qvintadena 8′, Qvinta 3′, Trumpet 4′ B och Vox humana 8′ D bort. I stället insättes Principal 8′, Flûte traversière 4′ (från manualen) och Fagott 8′. I pedalen tas Qvinta 6′, Qvinta 3′, Blockfleut 1′ och Scharff III bort. I stället insätts Qvinta 12′ och Täckflöjt 4′, den senare troligen gjord av öververkets Qvintadena 8′.
- 1887: Orgelverket flyttas till Slätthögs kyrka, där det sätts upp bakom en befintlig fasad från en tidigare orgel byggd 1846 av orgelbyggare Johan Liljegren, Flo. Wahlbergsfasaden med tillhörande principalpipor lämnas kvar i Växjö. I stället kompletteras orgeln sannolikt med ny Principal 8′ både i manualen och pedalen. I fasaden låter man dock piporna vara stumma. Pedalverket sätts upp bakom orgelhuset.
- 1912: Orgelbyggare Emil Wirell, Växjö, byter ut 1863 års Fagott 8′ mot en Euphon 8′.
- 1937 gör Nils Hammarberg, Göteborg, en genomgripande ombyggnad: Traktur och registratur pneumatiseras, nytt fristående spelbord med utökat klaviaturomfång monteras, öververket innesluts i crescendoskåp, flöjtstämmorna omdisponeras och omintoneras (sänkning av uppskärningarna genom ilödning av överlabierna) och nytt bälgverk inrättas.
- 1968: Orgelbyggare Johannes Künkel, Stångby, förser orgeln med mekanisk traktur och sätter in ett nytt spelbord i fasaden.
- 1972 ersätter Künkel insektsangripna kopfer och stövlar i Basun 16′ med nya av mahogny.

Nuvarande disposition:
| Manual C-g³                                    | Öververk C-g³                                 | Pedal C- f¹                           | Koppel |
| Borduna 16′                                    | Principal 8′ (1863)                           | Subbas 16′                            | I/P    |
| Principal 8′ (1887)                            | Gedakt 8′                                     | Oktava 8′ (1937)                      | II/P   |
| Flûte Harmonik 8′ (1863)                       | Salicional 8′ (1826)                          | Gedakt 8′                             | II/I   |
| Kvintadena 8′ (1937)                           | Flûte Oktaviante 4′ (sannolikt fr. Fugara 8′) | Oktava 4′                             |        |
| Gamba 8′                                       | Täcktflöjt 4′ (f.d. Fugara 8′)                | Täckflöjt 4′ (ev. från Qvintadena 8′) |        |
| Oktava 4′                                      | Flöjt 2′ (f.d. Octava 2′)                     | Nachthorn 2′ (1937)                   |        |
| Spetsflöjt 4′                                  | Sesquialtera II fack, 2 2/3′ + 1 3/5′ (1937)  | Basun 16′                             |        |
| Kvinta 3′ (eg. 2 2/3′)                         | Euphon 8′ (1912)                              |                                       |        |
| Oktava 2′                                      | Tremulant                                     |                                       |        |
| Scharff III fack, 1′ + 2/3′ + ½′               |                                               |                                       |        |
| Mixtur IV fack, 1 1/3′ + 1′ + 2/3′ + ½′ (1937) | Crescendosvällare (1937)                      |                                       |        |
| Trumpet 8′ (1937)                              |                                               | Campana                               |        |

- Orgeln har fria kombinationer.

### Kororgel
- Kororgeln är byggd 1982 av Nels Munck Mogensen, Hovmantorp och är en mekanisk orgel.

| Manual       | Pedal      | Koppel   |  |
| Gedackt 8’   | Subbas 16’ | Man/Ped. |  |
| Rörflöjt 4’  | Gedackt 8’ |          |  |
| Svegel 2’    |            |          |  |
| Quint 1 1⁄3’ |            |          |  |
| Sivflöjt 1'  |            |          |  |